# Skrajna Turnia (Olsztyn)

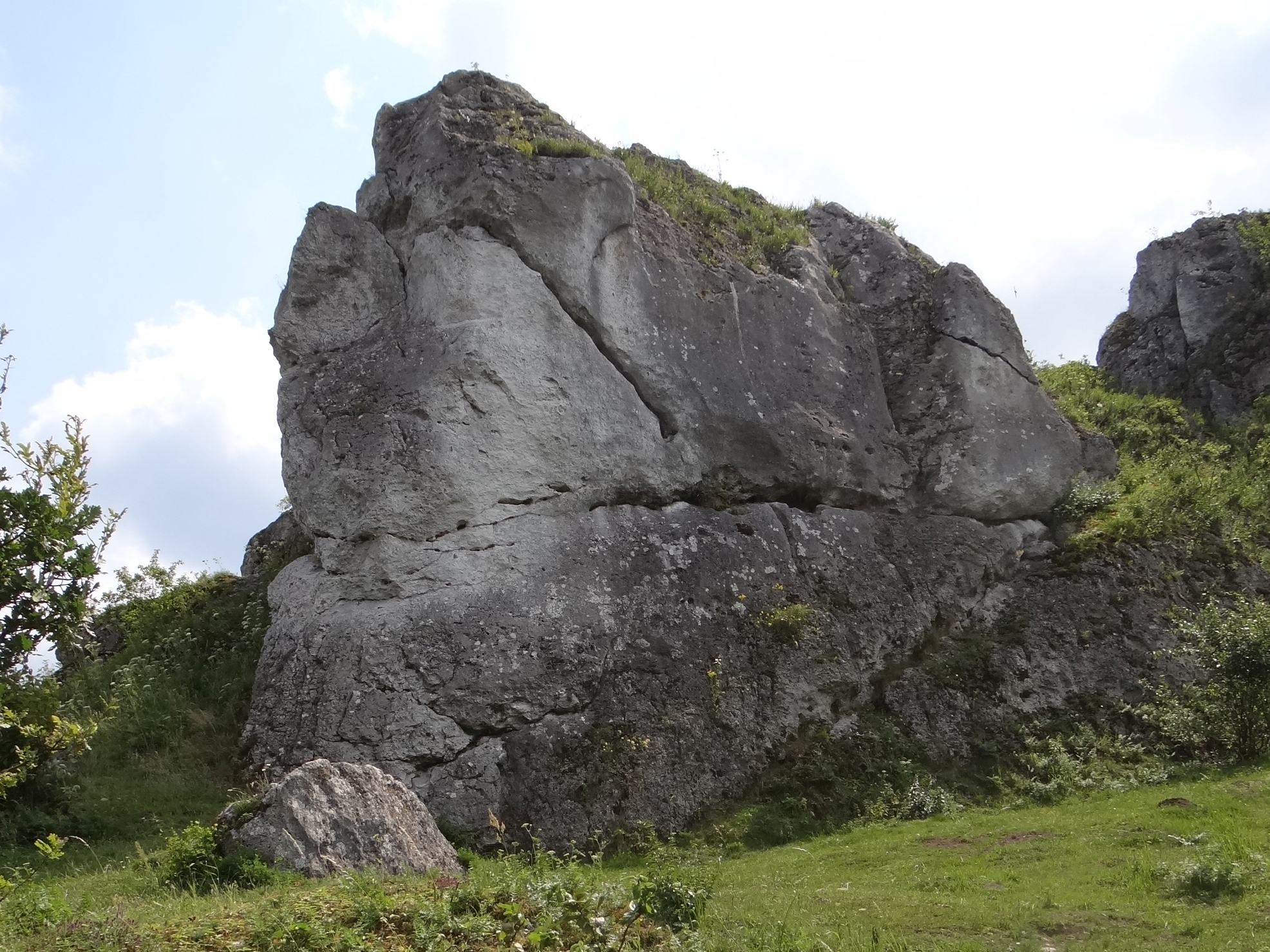

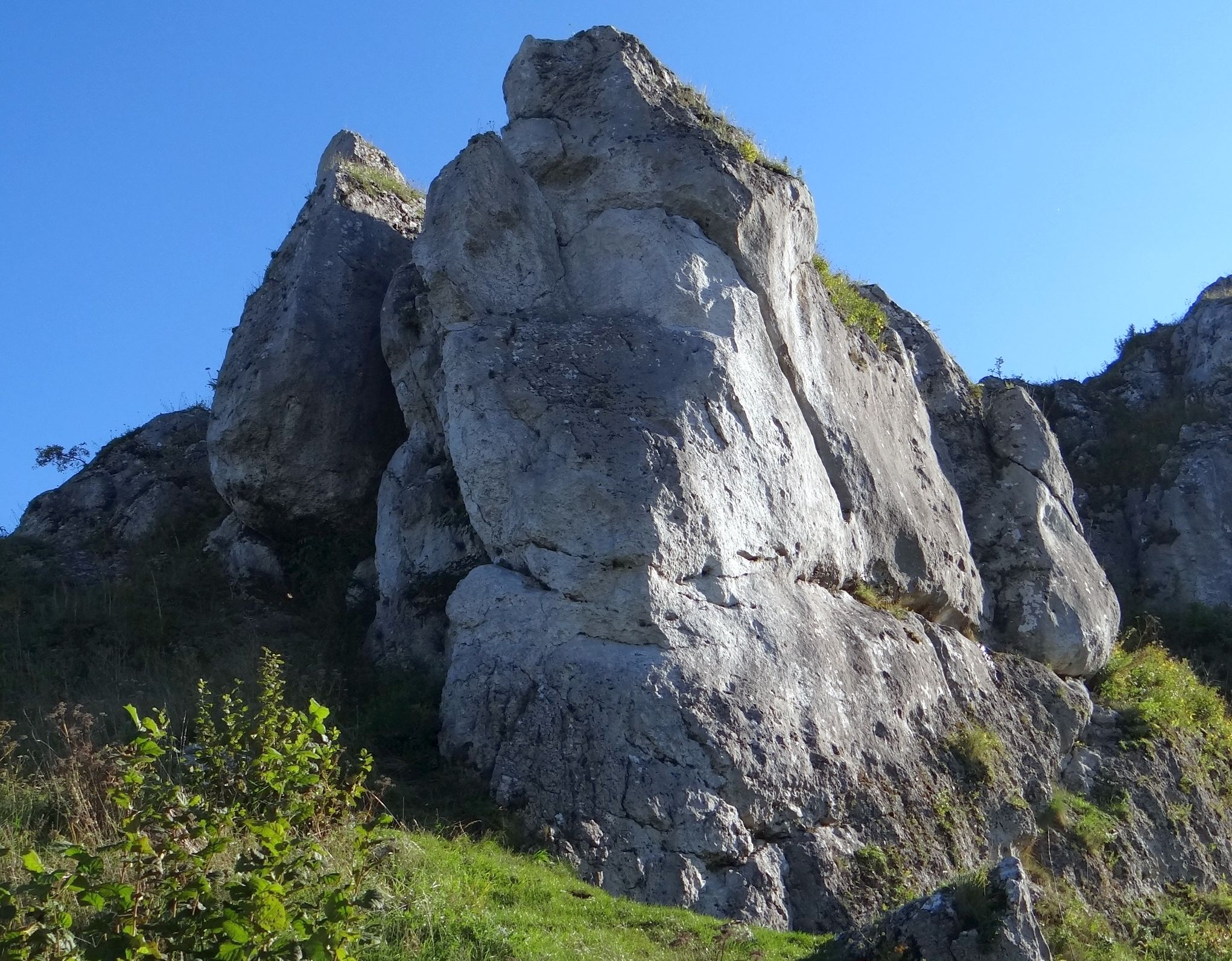

Skrajna Turnia – skała w ruinach Zamku w Olsztynie w miejscowości Olsztyn w województwie śląskim, w powiecie częstochowskim, w gminie Olsztyn. Na mapie Geoportalu opisana jest jako Skała przy Zamku. Pod względem geograficznym jest to teren Wyżyny Częstochowskiej.
Wapienna skała znajduje się na terenie otwartym, na trawiastym zboczu we wschodniej części murów zamkowych. Przez większą część dnia znajduje się w pełnym słońcu. Wspólnota gruntowa będąca właścicielem zamku zezwoliła uprawiać na niej wspinaczkę skalną. Skała ma wysokość 14 metrów i pionowe ściany z pęknięciami. Wspinacze skalni zaliczają ją do sektora Skał przy Zamku. Poprowadzili na niej 12 dróg wspinaczkowych o trudności od III do VI.2+ w skali Kurtyki. Część z nich ma zamontowane stałe punkty asekuracyjne: ringi (r) i stanowiska zjazdowe (st). Skała wśród wspinaczy skalnych cieszy się średnią popularnością.
1. Północną ścianką; IV
2. Kominkiem po wantach; III
3. Podwójna rysa; IV+
4. Prawy komin; IV
5. Zaginiony w akcji; VI.2+,
6. Północny filar; IV+, 16 m. 6r + st
7. Dredy z makaronem; VI+, 5r + st
8. Skośna rysa; VI.2+, 4r + st
9. Prostowanie Berghausena; VI.3, 4r + st
10. Tylko duży powtórzy; VI.1+, 3r + st
11. Ścianka Skrajnej; VI+, 3r + st
12. Rysa kolibrów; IV[1].